# Le Tholonet
Le Tholonet é uma comuna francesa na região administrativa da Provença-Alpes-Costa Azul, no departamento de Bouches-du-Rhône. Estende-se por uma área de 10,82 km². Em 2010 a comuna tinha 2 323 habitantes (densidade: 214,7 hab./km²).